# Předseda Evropské komise
Předseda Evropské komise je vrcholný představitel jednoho ze sedmi orgánů Evropské unie, jmenovaný dle čl. 17 odst. 7 Smlouvy o Evropské unii.
Předsedkyní komise je od prosince 2019 Němka Ursula von der Leyenová, která od prosince 2024 vede druhou komisi.

## Volba
Kandidáta na předsedu navrhuje každých 5 let Evropská rada a schvaluje jej Evropský parlament. Možností, jak radě doporučit nominaci kandidáta na předsedu komise, představuje systém tzv. „spitzenkandidátů“, tj. volebních lídrů ve volbách do Evropského parlamentu. Každou politickou skupinu do voleb vede „spitzenkandidát“, jenž je zároveň kandidátem na předsedu komise. Evropská rada ovšem není v nominaci omezena. 
Roku 2014 navrhla Strana evropských socialistů za vedoucího kandidáta Martina Schulze. Systém spitzenkandidátů nepreferovala řada členských států a   Schulz nebyl radou nominován. V roce 2018 Evropský parlament přijal usnesení, že za předsedu komise neschválí nikoho, kdo by nebyl spitzenkandidátem. Po eurovolbách 2019 však parlament schválil Ursulu von der Leyenovou, která vůbec nekandidovala. Prvním místopředsedou její komise se stal Frans Timmermans, spitzenkandidát Pokrokového spojenectví socialistů a demokratů. Jeho kandidaturu na post předsedy komise na povolebním summitu EU zablokovaly státy visegrádské čtyřky s Itálií.

## Seznam předsedů
| Portrét                                                                                                  | Portrét | osoba                                  | období v úřadu     | období v úřadu     | délka            | komise                                 | strana | skupina | členský stát       | legitimita z voleb |
| --- | ------- | -------------------------------------- | ------------------ | ------------------ | ---------------- | -------------------------------------- | ------ | ------- | ------------------ | ------------------ |
| |         | Walter Hallstein (1901–1982)           | 1. ledna 1958      | 5. července 1967   | 9 let a 185 dní  | Hallstein                              | CDU    | CD      | Západní Německo    | —                  |
| |         | Jean Rey (1902–1983)                   | 6. července 1967   | 1. července 1970   | 2 roky a 361 dní | Rey                                    | PRL    | LIB     | Belgie             | —                  |
| |         | Franco Maria Malfatti (1927–1991)      | 2. července 1970   | 21. března 1972    | 1 rok a 264 dní  | Malfatti                               | DC     | CD      | Itálie             | —                  |
| |         | Sicco Mansholt (1908–1995)             | 22. března 1972    | 5. ledna 1973      | 0 let a 290 dní  | Mansholt                               | PvdA   | SOC     | Nizozemsko         | —                  |
| |         | François-Xavier Ortoli (1925–2007)     | 6. ledna 1973      | 5. ledna 1977      | 4 roky a 0 dní   | Ortoli                                 | UDR    | EPD     | Francie            | —                  |
| |         | Roy Jenkins (1920–2003)                | 6. ledna 1977      | 5. ledna 1981      | 4 roky a 0 dní   | Jenkins                                | Lab    | SOC     | Spojené království | 1979               |
| |         | Gaston Thorn (1928–2007)               | 6. ledna 1981      | 5. ledna 1985      | 4 roky a 0 dní   | Thorn                                  | DP     | LD      | Lucembursko        | 1979               |
| |         | Jacques Delors (1925–2023)             | 6. ledna 1985      | 22. ledna 1995     | 10 let a 17 dní  | Delors I Delors II                     | PS     | SOC     | Francie            | 1984 1989          |
| |         | Jacques Santer (* 1937)                | 23. ledna 1995     | 15. března 1999    | 4 roky a 51 dní  | Santer                                 | CSV    | EPP     | Lucembursko        | 1994               |
| |         | Manuel Marín (zastupující) (1949–2017) | 15. března 1999    | 15. září 1999      | 0 let a 185 dní  | Santer                                 | PSOE   | SOC     | Španělsko          | 1994               |
| |         | Romano Prodi (* 1939)                  | 16. září 1999      | 21. listopadu 2004 | 5 let a 67 dní   | Prodi                                  | Dem    | ELDR    | Itálie             | 1999               |
| |         | José Manuel Barroso (* 1956)           | 22. listopadu 2004 | 31. října 2014     | 9 let a 344 dní  | Barroso I Barroso II                   | PSD    | EPP     | Portugalsko        | 2004 2009          |
| |         | Jean-Claude Juncker (* 1954)           | 1. listopadu 2014  | 30. listopadu 2019 | 5 let a 30 dní   | Juncker                                | CSV    | EPP     | Lucembursko        | 2014               |
| |         | Ursula von der Leyenová (* 1958)       | 1. prosince 2019   | úřadující          | 5 let a 245 dní  | von der Leyenová I von der Leyenová II | CDU    | EPP     | Německo            | 2019 2024          |
| Evropská lidová strana ALDE Party/ELDR Party Strana evropských socialistů Evropští progresivní demokraté |         |                                        |                    |                    |                  |                                        |        |         |                    |                    |